# Portonovo e falesia calcarea a mare
Portonovo e falesia calcarea a mare este o arie protejată (arie specială de conservare — SAC, sit de importanță comunitară — SCI) din Italia întinsă pe o suprafață de 229 ha, integral pe uscat.

## Localizare
Centrul sitului Portonovo e falesia calcarea a mare este situat la coordonatele 43°32′55″N 13°37′20″E / 43.5486°N 13.6222°E.

## Înființare
Situl Portonovo e falesia calcarea a mare a fost declarat sit de importanță comunitară în iunie 1995 pentru a proteja 3 specii de animale. Situl a fost protejat și ca arie specială de conservare în aprilie 2016.

## Biodiversitate
Situată în ecoregiunea continentală, aria protejată conține 18 habitate naturale: Păduri de Quercus ilex și Quercus rotundifolia, Lagune de coastă, Recifuri, Peșteri inaccesibile publicului, Formațiuni scunde de Euphorbia în apropierea falezelor, Păduri de pin mediteraneene cu pini mezogeni endemici, Tufărișuri termo-mediteraneene și de pre-deșert, Pajiști carstice calcaroase sau bazofile, de Alysso-Sedion albi, Faleze cu vegetație de Limonium spp. endemic de pe coastele mediteraneene, Peșteri marine scufundate complet sau parțial, Pajiști umede mediteraneene cu ierburi înalte de Molinio-Holoschoenion, Păduri de stejar alb estice, Pseudostepă cu ierburi și specii anuale de Thero-Brachypodietea, Ape puternic oligomezotrofe cu vegetație bentonică cu Chara spp., Vegetație anuală la limita mareei, Golfuri mici largi și golfuri puțin adânci, Mlaștini calcaroase cu Cladium mariscus și specii de Caricion davallianae, Dune mobile cu vegetație embrionară.
La baza desemnării sitului se află mai multe specii protejate:
- păsări (1): șoim călător (Falco peregrinus)
- amfibieni (1): Triturus carnifex
- nevertebrate (1): Coenagrion mercuriale

Pe lângă speciile protejate, pe teritoriul sitului au mai fost identificate 9 specii de plante, 1 specie de mamifere, 8 specii de nevertebrate.